# Даніель Рівас (футболіст)
Даніель Рівас (ісп. Daniel Rivas, нар. 6 грудня 2001, Параґуарі) — парагвайський футболіст, захисник клубу «Серро Портеньйо», що грає на правах оренди за «Насьйональ».
Виступав за молодіжну збірну Парагваю.

## Клубна кар'єра
Народився 6 грудня 2001 року в Параґуарі. Вихованець футбольної школи клубу «Серро Портеньйо». Дорослу футбольну кар'єру розпочав 2019 року в основній команді того ж клубу, в якій протягом п'яти сезонів взяв участь у 49 матчах чемпіонату. 
На початку 2024 року був відданий в оренду до «Насьйоналя».

## Виступи за збірну
З 2023 року залучажться до складу молодіжної збірної Парагваю. На молодіжному рівні зіграв у 12 офіційних матчах.
2024 року був включений до заявки олімпійської збірної Парагваю для участі у футбольному турнірі на тогорічних Олімпійських іграх у Парижі.

## Статистика виступів

### Статистика клубних виступів
Станом на 14 липня 2024
| Сезон             | Команда           | Чемпіонат         | Чемпіонат | Чемпіонат | Національний кубок | Національний кубок | Національний кубок | Континентальні кубки | Континентальні кубки | Континентальні кубки | Інші змагання | Інші змагання | Інші змагання | Усього | Усього | Усього |
| Сезон             | Команда           | Ліга              | Ігор      | Голів     | Ліга               | Ігор               | Голів              | Ліга                 | Ігор                 | Голів                | Ліга          | Ігор          | Голів         | Ігор   | Голів  |        |
| ----------------- | ----------------- | ----------------- | --------- | --------- | ------------------ | ------------------ | ------------------ | -------------------- | -------------------- | -------------------- | ------------- | ------------- | ------------- | ------ | ------ | ------ |
| 2019              | «Серро Портеньйо» | ПД                | 7         | 0         | КП                 | 0                  | 0                  | КЛ                   | 0                    | 0                    |               | -             | -             | 7      | 0      |        |
| 2020              | «Серро Портеньйо» | ПД                | 3         | 0         | КП                 | 0                  | 0                  |                      | -                    | -                    |               | -             | -             | 3      | 0      |        |
| 2021              | «Серро Портеньйо» | ПД                | 9         | 0         | КП                 | 0                  | 0                  | КЛ                   | 0                    | 0                    | СКП           | 1             | 0             | 10     | 0      |        |
| 2022              | «Серро Портеньйо» | ПД                | 15        | 0         | КП                 | 0                  | 0                  | КЛ                   | 6                    | 0                    |               | -             | -             | 21     | 0      |        |
| 2023              | «Серро Портеньйо» | ПД                | 15        | 1         | КП                 | 0                  | 0                  | КЛ                   | 5                    | 0                    |               | -             | -             | 20     | 1      |        |
| 2024              | «Насьйональ»      | ПД                | 15        | 0         | КП                 | 0                  | 0                  | КЛ+ПАК               | 5+6                  | 0+1                  |               | -             | -             | 26     | 1      |        |
| Усього за кар'єру | Усього за кар'єру | Усього за кар'єру | 64        | 1         |                    | 0                  | 0                  |                      | 22                   | 1                    |               | 1             | 0             | 87     | 2      |        |

## Титули і досягнення
- Чемпіон Парагваю (2):

«Серро Портеньйо»: 2020 (Апертура), 2021 (Клаусура)